# Samurai Riot
Samurai Riot est un jeu vidéo de type beat them all développé et édité par Wako Factory, sorti en 2017 sur Windows et Linux.

## Accueil
- Metacritic - Agrégateur de notes : 64%[1]
- Jeuxvideo.com : 13/20[2]